# Uganda en los Juegos Olímpicos de Atenas 2004
Uganda estuvo representada en los Juegos Olímpicos de Atenas 2004 por un total de 11 deportistas que compitieron en 4 deportes.
El portador de la bandera en la ceremonia de apertura fue el boxeador Joseph Lubega. El equipo olímpico ugandés no obtuvo ninguna medalla en estos Juegos.